# Манитовок (округ)
Округ Манитовок (англ. Manitowoc County) располагается в штате Висконсин, США. По состоянию на 2010 год, численность населения составляла 81 442 человек.

## География
По данным Бюро переписи США, общая площадь округа равняется 3869,464 км2, из которых 1525,512 км2 суша и 2343,952 км2 или 60,600 % это водоемы.

## Население
По данным переписи населения 2000 года в округе проживает 82 887 жителей в составе 32 721 домашних хозяйств и 22 348 семей. Плотность населения составляет 54,00 человек на км2. На территории округа насчитывается 34 651 жилых строений, при плотности застройки около 23,00-ти строений на км2. Расовый состав населения: белые — 95,90 %, афроамериканцы — 0,30 %, коренные американцы (индейцы) — 0,43 %, азиаты — 1,98 %, гавайцы — 0,04 %, представители других рас — 0,60 %, представители двух или более рас — 0,76 %. Испаноязычные составляли 1,62 % населения независимо от расы.
В составе 31,50 % из общего числа домашних хозяйств проживают дети в возрасте до 18 лет, 57,10 % домашних хозяйств представляют собой супружеские пары проживающие вместе, 7,50 % домашних хозяйств представляют собой одиноких женщин без супруга, 31,70 % домашних хозяйств не имеют отношения к семьям, 26,80 % домашних хозяйств состоят из одного человека, 12,10 % домашних хозяйств состоят из престарелых (65 лет и старше), проживающих в одиночестве. Средний размер домашнего хозяйства составляет 2,49 человека, и средний размер семьи 3,04 человека.
Возрастной состав округа: 25,50 % моложе 18 лет, 7,60 % от 18 до 24, 28,20 % от 25 до 44, 23,00 % от 45 до 64 и 23,00 % от 65 и старше. Средний возраст жителя округа 38 лет. На каждые 100 женщин приходится 98,20 мужчин. На каждые 100 женщин старше 18 лет приходится 96,10 мужчин.